# Inderjit Nikku
Inderjit Nikku (Ludhiana, 15 september 1982) is een Punjabi-zanger en filmacteur. Hij zingt bhangra, pop en romantische liedjes.
Nikku heeft sinds 1996 zo'n zeventien albums uitgebracht (2013). Op elke plaat staan altijd songs die op de een of andere manier gaan over het sikhisme. Sinds een cameo in de film Carry On Jatta en een hoofdrol in Dil Pardesi Ho Gia (beide uitgekomen in 2012) is hij ook actief in de Punjabi-cinema.

## Discografie (selectie)
- Haye Saadi Jaan, 2002
- Meri Mehbooba, 2003
- Munde Chum-Chum Sutde Rumaal, 2004
- Singh By Nature, 2012
- Terrific Movies, 2013

## Filmografie (selectie)
- Dil Pardesi Ho Gia, 2012
- Billo - The Direct Story, 2013